# Ниссин (город)
Нисси́н (яп. 日進市 Ниссин-си) — город в Японии, расположенный в северо-западной части префектуры Айти. В 1906 году был основан посёлок Ниссин на основе слияния ряда соседних сёл. 1 октября 1994 года посёлку был предоставлен статус города. Ниссин играет роль одного из спальных районов Нагои.
Площадь города составляет 34,90 км², население — 88 419 человек (1 июня 2014), плотность населения — 2533,50 чел./км².
В Ниссине находится университет «Айти-гакуин».

## Породнённые города
Список породнённых городов:
- Оуэнсборо, штат Кентукки